# Naruto: Daikōfun! Mikazukito no Animaru Sōdo Dattebayo!
Naruto: Daikōfun! Mikazukito no Animaru Sōdo Dattebayo! (大興奮！　みかづき島のアニマル騒動（パニック）だってばよ！?  lit. ¡Emocionado! ¡Pánico animal en la isla de la luna creciente!) es la tercera película basada en la serie Naruto de anime y manga creada por Masashi Kishimoto. En DVD a partir del 25 de abril de 2007.

## Argumento
Cronológicamente la película se ubica antes de la partida de Naruto con Jiraiya.
Trata de una misión que le asignan al equipo de Kakashi sólo que, para sustituir a Sasuke, con ellos va Rock Lee. Como es verano todos llevan ropas más ligeras.
La misión consiste en que tienen que proteger al príncipe del País de la Luna, un país muy rico. En el transcurso de la misión Naruto conoce al hijo del Rey (Hikaru), que es muy molesto y desagradable al principio, por lo cual lo irrita mucho (hasta que Naruto lo golpea por pedirle ser su sirviente a cambio de dinero) ya que el piensa que los sueños son estúpidos y que todo se puede comprar, hasta los amigos. 
En una de sus paradas llegan a un circo, el cual, después compran, pues el niño quería a un tigre siberiano, y el papa se había encariñado con el circo. Allí conocen a un tigre y un chimpancé que le agradan al muchacho, pero como el tigre es muy agresivo con las personas el niño le grita y lo deja encerrado en una jaula (por no querer jugar con él). 
Luego en una gran tormenta donde la embarcación se ve obligada a disminuir la carga; el muchacho (luego de discutir con Naruto y de ser tratado como patético) se arma de valor y decide rescatar al tigre de su jaula. Sin embargo, la gran tormenta hace que caiga al mar junto con el éste, pero es salvado por Naruto. Al día siguiente Naruto luego reconoce su valor por salvar al tigre y a Kiki (el chimpancé) y hace la promesa (junto con Sakura y Rock Lee) de ser amigos por siempre. 
Al llegar al País de la Luna, el príncipe va al palacio de su padre pero se extraña de no ver a nadie del pueblo y de no ser recibido por su padre, luego serían atacados por los soldados de Shabadaba, quien quiere hacerse rico adueñándose de las fortunas del país. El grupo de Kakashi interviene; Naruto, Sakura y Rock Lee, protegiendo al príncipe y a su hijo, y Kakashi ayudando a que pudieran escapar del palacio protegiendo al príncipe y a su hijo.luego, el guardia del rey los lleva aun lugar llamado Sanchuu. 
Shabadaba también ha contratado a tres ninjas (Ishidate, Kongou y Karenbana) para facilitar su ascenso al poder y le encomienda a éstos eliminar al Rey y a su hijo para poder él quedarse en el trono; para ello, los ninjas contratados por Shabadaba hacen uso de una explosión con un gas relentizador que atrofia los 5 sentidos (que por la luz de la luna parece neblina) y atacan al grupo de Kakashi logrando llevarse consigo al príncipe y es llevado donde Shabadaba, quien se divierte con el usando una forma peculiar para matarlo (es colgado de una soga encima de una tabla desde la parte alta del palacio de la luna). 
Sus planes se ven interferidos por el grupo de Kakashi que, con la ayuda de los integrantes del circo, logran infiltrarse en el palacio. El circo empieza a mostra su show a las afueras del palacio, mientras los demás se infiltran al palacio para rescatar al príncipe. Cuando están adentro, Kakashi utiliza una técnica de agua para alejar a la gente, mientras las personas del circo luchan contra los guardias de Shabadaba.
Sakura comienza a pelear con Karenbana y Rock Lee contra Kongou, mientras Naruto y los guardias van por el rey. Se encuentran al jefe de los ninjas, Ishidate, quien comienza a pelear con Naruto, por proteger al hijo del príncipe.
Hikaru mostró de nuevo un gran valor gracias a Naruto, pues le enseñó a no rendirse, y salvó a su padre de morir ahorcado, con ayuda de Cham, el tigre siberiano.
Los ninjas contratados son derrotados, Shabadaba es convertido en piedra y destruido por uno de los ninjas; el príncipe entiende que el dinero no lo puede comprar todo y se hace la promesa de ser un buen rey para su país.
El grupo de Kakashi toma un descanso en el País de la Luna pues Hatake resultó afectado por usar demasiado su Sharingan y, poco después, regresan a Konoha.
- Datos: Q696646